# Sizdah Bedar
Sizdah Bedar (Persisk: سیزده بدر, tretten til døren) er den persiske festival, som fejres den 13. dag/Nowruz' sidste dag. 
Det bliver fejret udendørs blandt naturen, i parkerne eller på landet. 
Det siges, at Glæde og grin renser sindet fra onde tanker, skovturen er normalt en fest eller en stor begivenhed. 
Ordet Sizdah betyder tretten, og bedar betyder komme af med! 
| Kunst og kultur | Spire Denne artikel om scenekunst og teater er en spire som bør udbygges. Du er velkommen til at hjælpe Wikipedia ved at udvide den. |